# Bélmez de la Moraleda
Bélmez de la Moraleda ist eine Gemeinde in der Provinz Jaén in Andalusien.
Bélmez de la Moraleda zieht schon seit vielen Jahren Wissenschaftler und Neugierige aus aller Welt an, da hier seit 1971 wiederholt angebliche Spukphänomene in Form von menschlichen Gesichtern auftreten, die sich im Betonboden eines Hauses manifestieren.
Skeptiker vermuten hinter dem Phänomen einen inszenierten Schwindel der Bewohner: die Gesichter sollen mit oxidierenden Chemikalien auf die Böden und Wände aufgetragen worden sein, die sich bei Lichteinfluss dunkel färben würden.
Der Dolmen de Casas de Don Pedro liegt in der Nähe des Sierra Boyera Reservoir.